# پراوین تمبه کیست؟
پراوین تمبه کیست؟ (به هندی: Kaun Pravin Tambe?) (به انگلیسی: Who is Pravin Tambe?) فیلم هندی زندگی‌نامه‌ای درام ورزشی هندی-زبان است که در سال ۲۰۲۲ به نمایش درآمد، کارگردان این فیلم جیپراد دسای بود. این فیلم بر اساس زندگی پراوین تمبه، بازیکن کریکت هند ساخته شد. بازیگر اصلی فیلم شریاس تالپاده است و در روز ۱ آوریل ۲۰۲۲ از طریق دیزنی پلاس هات‌استار به نمایش درآمد.